# میکی ناکائو
میکی ناکائو (انگلیسی: Miki Nakao؛ زادهٔ ۲۵ ژوئن ۱۹۷۸) ورزشکار ورزش شنا اهل ژاپن است.
وی در مسابقات کشوری و بین‌المللی در مجموع برندهٔ ۲ مدال طلا، ۱ مدال نقره، ۲ مدال برنز شده‌است.